# ФК „Озрен“
ФК „Озрен“ е] футболен клуб от село Голям извор, област Ловеч, [[България].
През сезон 2022/23 се състезава в ОФГ Ловеч. Името на футболния клуб идва от връх над селото, който се казва Озрен.

## История
Клубът е основан на 15 юли 1974 г. в село Голям извор, област Ловеч. Основната му цел е да създава възможност за практикуване и популяризиране на футбола. От сезон 1974/75 до 1991/92, отборът се състезава в първенството на „Б“ ОГ Ловеч. Домакинските си срещи в този период играе на стадиона в съседното село Джурово, поради липса на футболен стадион в селото. В периода от 1992 до 2009 отборът преустановява своята дейност. През сезон 2009/10 клубът е възстановен и започва участие в „А“ ОФГ Ловеч, където се състезава и до днес. В този период домакинските си срещи играе на създадения стадион в село Голям извор. През сезон 2020/21 след организационни промени и финансова стабилност, успява да спечели шампионската титла в ОФГ Ловеч. Стават шампиони отново през сезон 2021/22.

## Сезони
| Сезон   | Име                          | Група         | Място |
| ------- | ---------------------------- | ------------- | ----- |
| 2009/10 | Спортист Озрен (Голям извор) | „А“ ОФГ Ловеч | 8     |
| 2012/13 | Спортист Озрен (Голям извор) | „А“ ОФГ Ловеч | 8     |
| 2013/14 | Спортист Озрен (Голям извор) | „А“ ОФГ Ловеч | 10    |
| 2014/15 | Спортист Озрен (Голям извор) | „А“ ОФГ Ловеч | 9     |
| 2015/16 | Спортист Озрен (Голям извор) | „А“ ОФГ Ловеч | 7     |
| 2016/17 | Спортист Озрен (Голям извор) | „А“ ОФГ Ловеч | 8     |
| 2017/18 | Спортист Озрен (Голям извор) | „А“ ОФГ Ловеч | 6     |
| 2018/19 | Спортист Озрен (Голям извор) | „А“ ОФГ Ловеч | 7     |
| 2019/20 | Озрен (Голям извор)          | „А“ ОФГ Ловеч | 8*    |
| 2020/21 | Озрен (Голям извор)          | „А“ ОФГ Ловеч | 1     |
| 2021/22 | Озрен (Голям извор)          | „А“ ОФГ Ловеч | 1     |

(*) Сезонът не завършва.

## Купа на АФЛ
| Сезон   | Турнир      | Етап                      | Отбор           | Резултат |
| ------- | ----------- | ------------------------- | --------------- | -------- |
| 2017/18 | Купа на АФЛ | Област Ловеч - Първи кръг | Вежен (Тетевен) | 2:3      |
| 2022/23 | Купа на АФЛ | Област Ловеч - Първи кръг | Балкан (Орешак) | 2:3      |

## Купа на България
| Сезон   | Турнир           | Кръг                           | Отбор              | Резултат |
| ------- | ---------------- | ------------------------------ | ------------------ | -------- |
| 2021/22 | Купа на България | Област Ловеч - Финал           | Пещера (Галата)    | 0:3      |
| 2022/23 | Купа на България | Област Ловеч - Първи кръг      | Ботев (Луковит)    | 3:0      |
| 2022/23 | Купа на България | Област Ловеч - Финал           | Балкан (Орешак)    | 0:3      |
| 2022/23 | Купа на България | Северозападна България - Финал | Локомотив (Мездра) | 0:2      |

## Успехи
- Шампион на ОФГ Ловеч (2): 2020/21, 2021/22
- Финал на Северозападна България за КБ: 2022/23